# فوغن سميث
فوغن سميث (بالإنجليزية: Vaughan Smith)‏ هو صاحب مطعم وصحفي بريطاني، ولد في 22 يوليو 1963 في Gillingham, Kent ‏ في المملكة المتحدة.

## وصلات خارجية
- الموقع الرسمي
- فوغن سميث على موقع IMDb (الإنجليزية)
- فوغن سميث على موقع قاعدة بيانات الفيلم (الإنجليزية)